# Marcin Grzyb
Marcin Grzyb (ur. 1979) – polski architekt.

## Życiorys
Studia architektoniczne na Wydziale Architektury Politechniki Warszawskiej ukończone dyplomem magisterskim w 2004 r. pod kierunkiem dr. arch. Jacka Cybisa.
W latach 2001–2003 stypendysta University of Detroit Mercy oraz Technische Universität Karlsruhe Niemcy.
Współpracował z Hay-Dobbs P.A. Minneapolis USA, DFZ Architekten Berlin Niemcy, Bose International oraz Chapman Taylor.
Od 2010 r. jest właścicielem i głównym projektantem pracowni architektonicznej MAG Architekci oraz współzałożycielem 10 illusions Research Polska.
Wiceprezes d.s. komunikacji oraz sędzia konkursowy Oddziału Warszawskiego Stowarzyszenia Architektów Polskich w kadencji 2019-2023.

## Wybrane projekty i realizacje
- Nagroda główna w międzynarodowym konkursie Xin Gyi Mailing River Int. Turism Resort Town, Totem Culture and Art Expo Park w Chinach w ramach konsorcjum 10 illusions[9].
- 1 miejsce w konkursie na dom seniora w Otwocku[10] (M.Grzyb & M. Wydorski).
- Wyróżnienie honorowe SARP w konkursie na Amfiteatr w Radomiu[11] (M.Grzyb & M.Wydorski).
- Wyróżnienie Nagroda Stowarzyszenia Żoliborzan im. Stanisława i Barbary Brukalskich[12] za najlepszą architekturę Żoliborza 2014-2017.
- Plac Unii Europejskiej ul. Chmielna w Warszawie – 3 nagroda w konkursie „Moja Plomba” organizowanym przez Dom Towarowy Bracia Jabłkowscy SA w Warszawie (M.Grzyb & G.Wojciechowski).
- Apartamentowiec Berezyńska 13 Warszawa Saska Kępa[13].
- Budynek wielorodzinny Riviera Marymont[14] w Warszawie (M.Grzyb & W.Sidorczuk).
- Archiwum Państwowe[15] w Radomiu[16] (M.Grzyb & W.Sidorczuk).
- Akademik Student Depot we Wrocławiu[17] (M.Grzyb & M.Wydorski).